# معبد بودایی

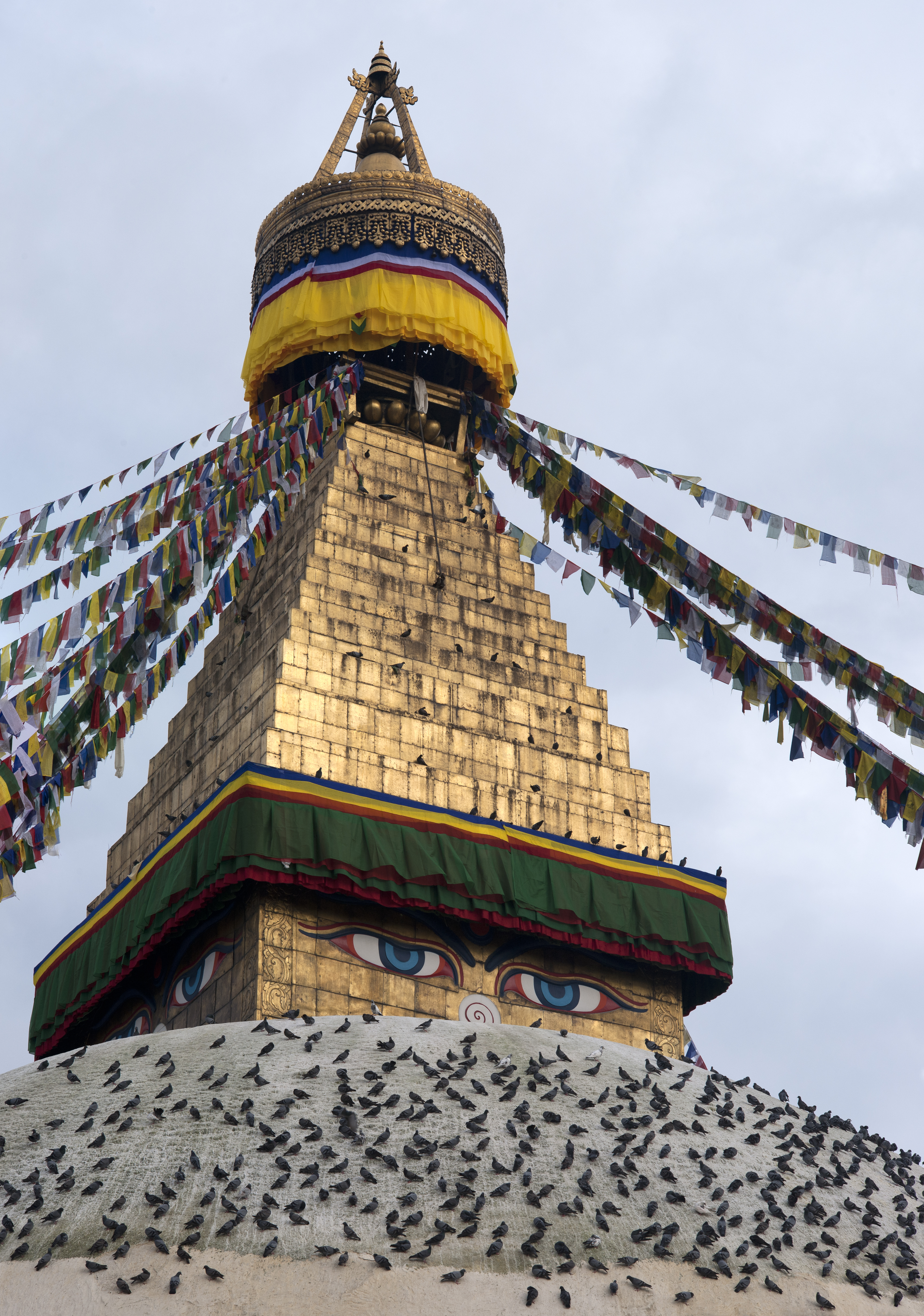
نمایی از معبد بودایی بودانات در دره کاتماندو.

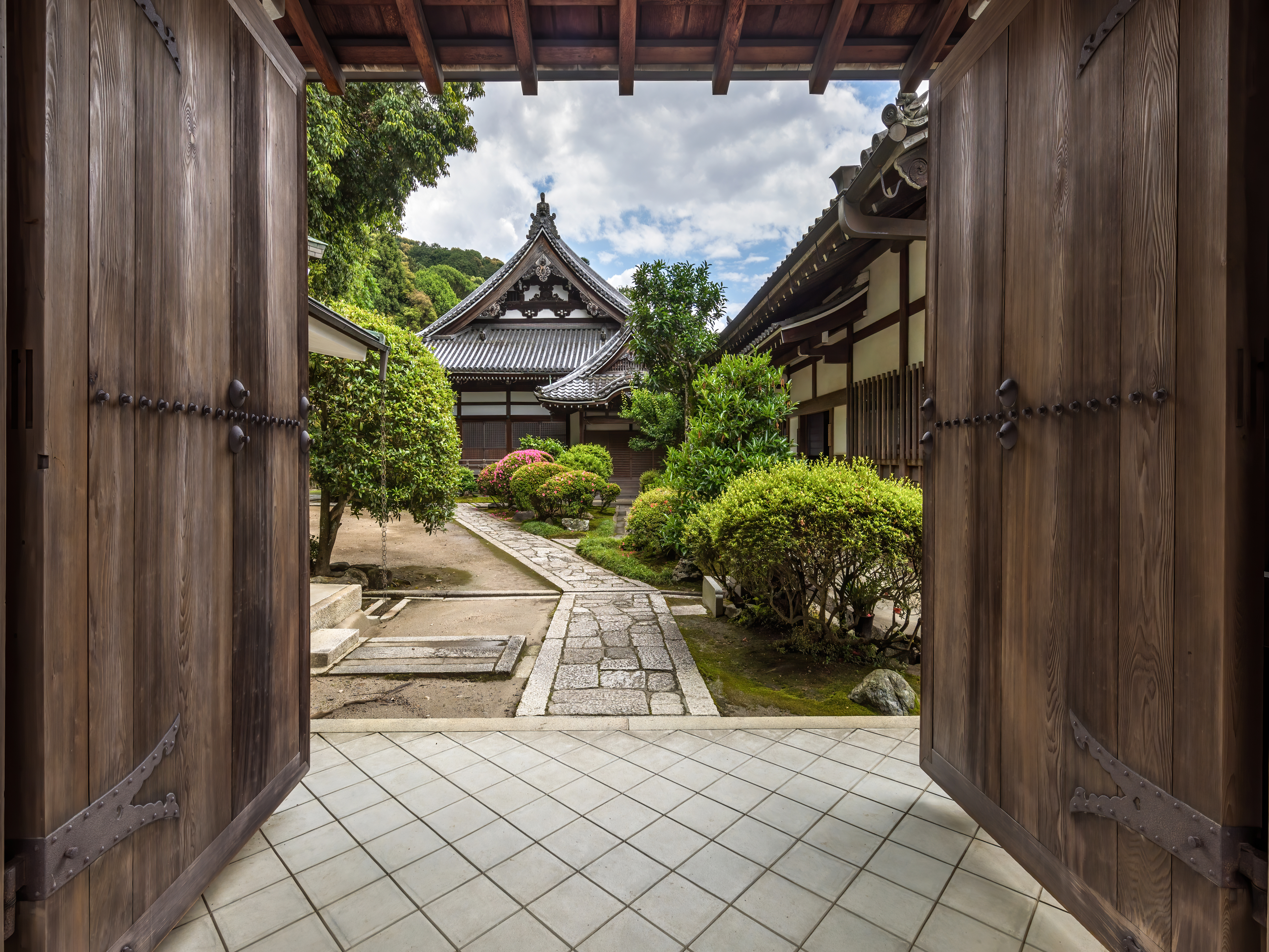
محوطه داخلی یک معبد بودایی در شهر کیوتو، ژاپن.

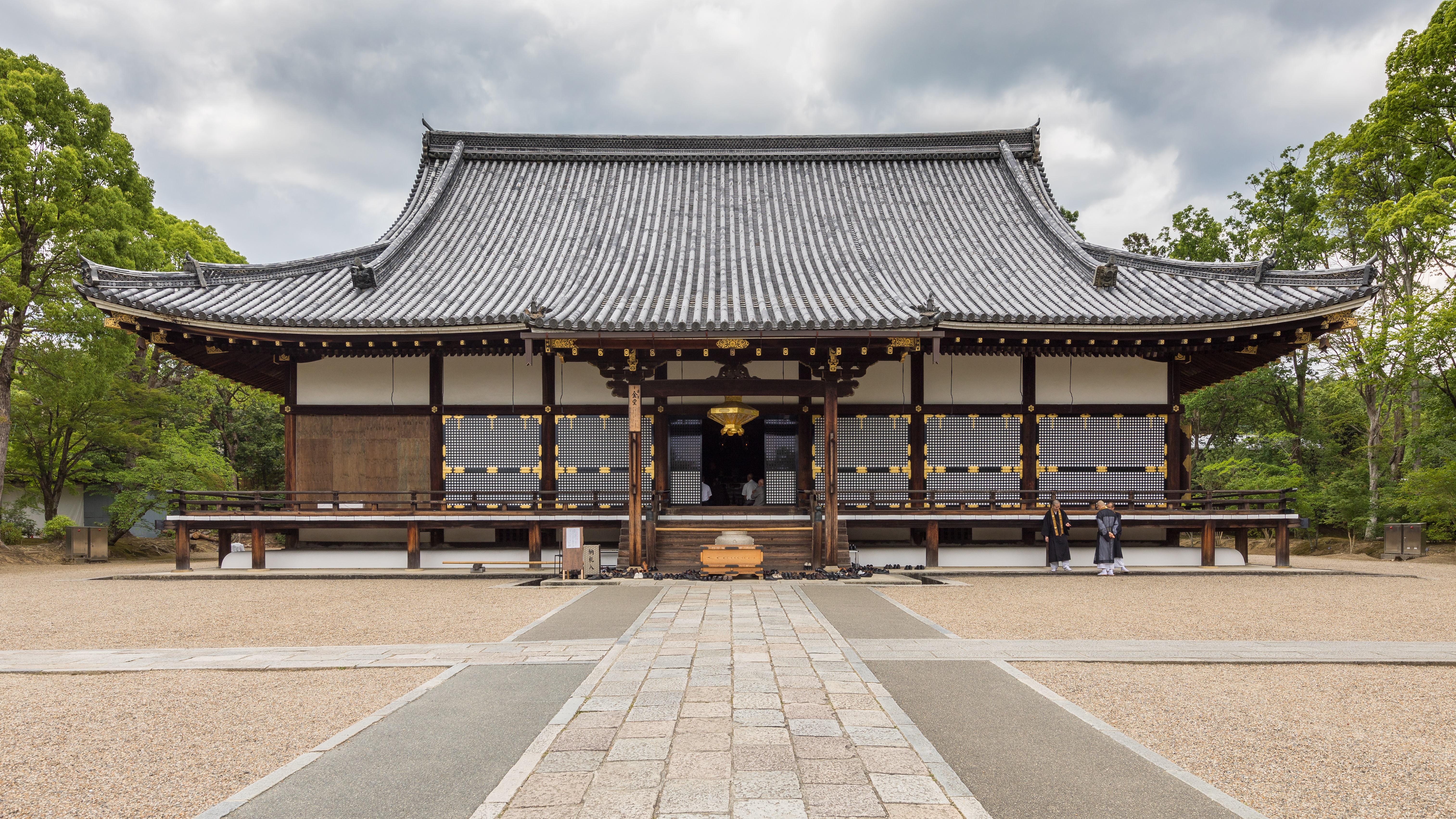
نگاره‌ای از نمای جلوی تالار طلایی معبد بودایی شینگون واقع در مجموعهٔ نینا جی، واقع در منطقهٔ اوکیو، کیوتو، ژاپن.

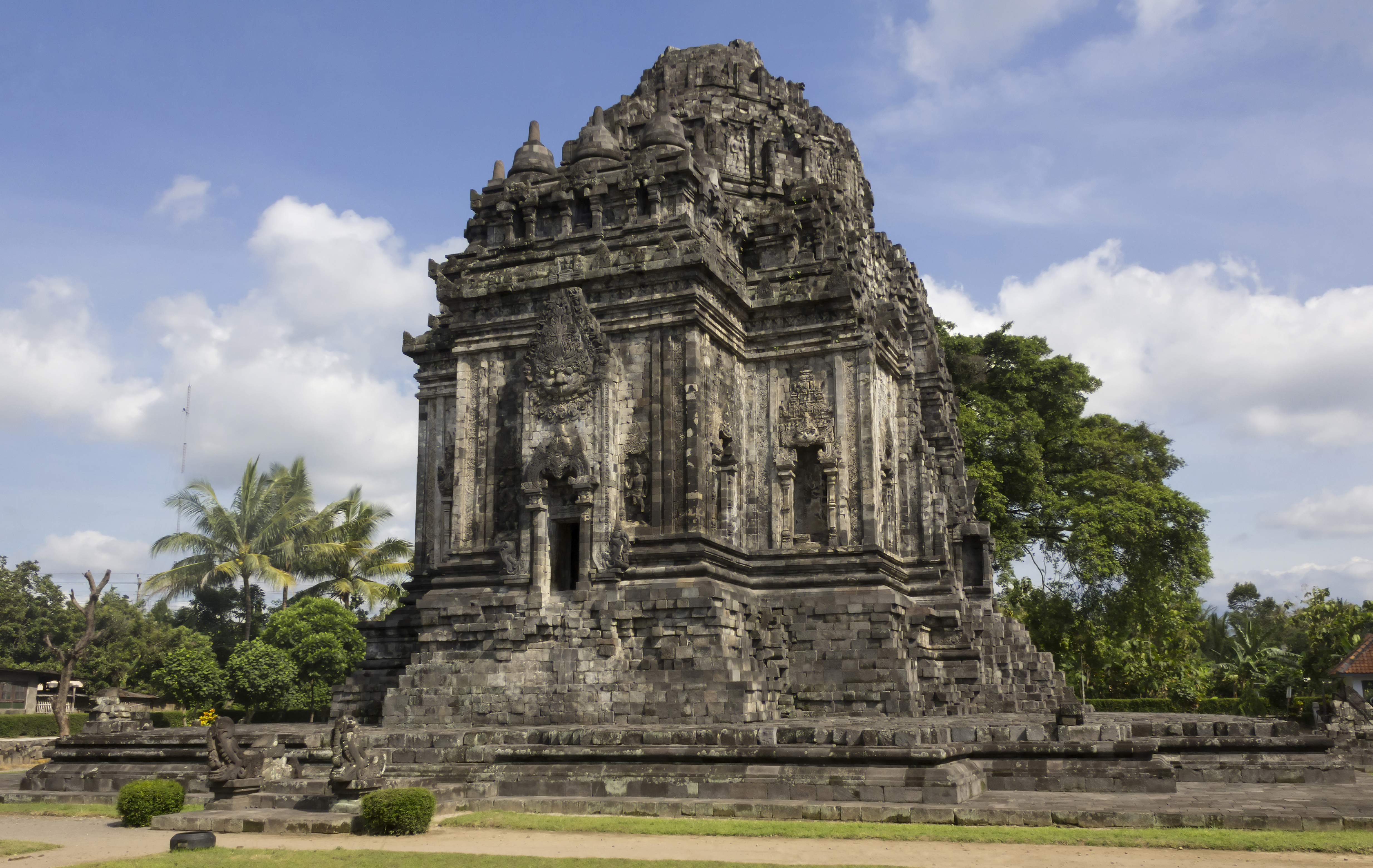
کالاسان همچنین به عنوان کندی کالیبینگ شناخته می‌شود، یک معبد بودایی قرن هشتمی در جاوه اندونزی است. در ۱۳ کیلومتری شرق یوگیاکارتا در مسیر معبد پرامبانان، در سمت جنوبی جاده اصلی جالان سولو بین یوگیاکارتا و سوراکارتا قرار دارد. از نظر اداری، در منطقه کالاسان (کاپان وون) و منطقه سلمان واقع شده‌است.

معبد بودایی (به ژاپنی: 寺院) ساختمانی تشریفاتی در دین بودایی است. به آن در زبان ژاپنی ترا (به ژاپنی: 寺) یا بوکّاکو (به ژاپنی: 仏閣) نیز گفته می‌شود.